# Ясениця (Воломінський повіт)
Ясениця (пол. Jasienica) — село в Польщі, у гміні Тлущ Воломінського повіту Мазовецького воєводства.
Населення — 3223 особи (2011).
У 1975-1998 роках село належало до Остроленцького воєводства.

## Демографія
Демографічна структура станом на 31 березня 2011 року:
|          | Загалом | Допрацездатний вік | Працездатний вік | Постпрацездатний вік |
| -------- | ------- | ------------------ | ---------------- | -------------------- |
| Чоловіки | 1582    | 395                | 1076             | 111                  |
| Жінки    | 1641    | 354                | 1020             | 267                  |
| Разом    | 3223    | 749                | 2096             | 378                  |